# 푸블리우스 클로디우스 풀케르
푸블리우스 클로디우스 풀케르(Publius Clodius Pulcher,  92c. – 기원전 52년 1월 18일)는 로마의 정치인이자 데마고그였다. 키케로의 저명한 반대자였던 그는 기원전 58년 호민관 재임 기간 동안 로마의 곡물 배급을 대규모로 확장하고 키케로를 도시에서 추방하는 데 책임이 있었다. 기원전 50년대의 정치 폭도 중 한 명의 지도자로서 그의 정치 전술은 과두정 전체와의 연줄과 가난한 플레브스의 대중적 지지를 결합하여 그를 그 시대 정치의 중심 인물로 만들었다.
영향력 있는 파트리키 클라우디우스 씨족에서 태어난 그는 정치 경력 초기에 종교 스캔들에 휘말려 웅변가 키케로와 경쟁 관계를 형성하고 호민관에 출마할 자격을 얻기 위해 플레브스가 되었다. 그는 기원전 58년에 호민관으로 성공적으로 출마하여 로마의 콜레기아(개인 길드 및 친목회)를 복원하고, 곡물 배급을 확대(보조금 지급 방식에서 무료로 전환하고 콜레기아를 배급 수단으로 활용), 배급 비용을 충당하기 위해 키프로스를 합병, 종교적 방해에 대한 아우구리 법을 명확히 하고, 감찰관이 원로원에서 원로들을 축출하기 어렵게 하며, 카틸리나의 음모 기간 동안 음모자들을 불법적으로 처형한 키케로를 추방하는 6개의 법률을 통과시켰다.
기원전 56년 안찰관이었을 때, 그는 경쟁 도시 폭도들을 통제하던 정치적 적수 티투스 안니우스 밀로와 다투고 그를 기소하려 했다. 그 해 초에는 카이사르, 폼페이우스, 크라수스의 반대자였으나, 그와 그의 가족은 그들과 화해하여 정치적 동맹을 맺었다. 몇 년 후인 기원전 52년, 정치 폭력이 재개되고 법무관직을 위한 선거 운동이 벌어지는 가운데 밀로와 클로디우스는 로마 외곽의 아피아 가도에서 마주쳤고, 클로디우스는 그곳에서 살해되었다. 그의 시신은 로마로 옮겨져 포룸으로 보내진 후 원로원 회관에서 화장되어 불에 타 파괴되었다.
그의 정치는 주로 로마에서 도시 폭도들을 육성함으로써 진전되었는데, 이 폭도들은 공화정이 운영되는 장소를 폭력적으로 통제함으로써 그의 정치적 목표를 달성했다. 그러나 이러한 폭력적인 전술만이 그의 영향력의 유일한 원천은 아니었다. 그의 가족 관계와 노빌레스 지위는 그를 많은 정파(다양한 시기에 카이사르, 카토, 폼페이우스 등)에게 귀중한 동맹으로 만들었으며, 이는 후기 공화정의 임시적인 파벌주의 속에서 발휘되었다. 클로디우스가 카이사르나 폼페이우스 같은 거물들의 대리인 역할을 했다는 구시대적 견해는 현재 학자들에 의해 부정된다. 그는 이제 기회주의적이고 독립적인 정치인으로 여겨진다.

## 이름
후대의 역사가들은 클로디우스가 노멘의 철자를 "클라우디우스"에서 "클로디우스"로 변경하여 파트리키 가족으로부터 거리를 두고 플레브스의 환심을 사려 했다고 추측했다. 그러나 그가 이름을 변경했다거나 두 철자가 파트리키 대 플레브스 신분을 의미했다는 고대 출처는 없다. 키케로와 같은 고대 동시대인들은 그가 플레브스 입양을 하기 전에도 그를 "클로디우스"라고 불렀으며, 클로디우스의 파트리키 자매들은 평생 동안 서신에서 'O' 철자로 이름을 썼다. 'O' 철자는 기원전 90년대 클로디우스의 삼촌과 그의 형 가이우스도 사용했을 수 있으며, 이는 키케로에 의해 문서화되었다.
W. 제프리 테이텀은 1999년 저서 『파트리키 호민관』에서 로마 정치인들이 플레브스와의 사회적 거리를 줄이는 것으로 이득을 얻지 못했다고 지적했다. 오히려 플레브스는 자신들의 대의가 더 존경받는 것처럼 보이게 했기 때문에 더 고귀한 옹호자들을 높이 평가했다.

## 초기 생애

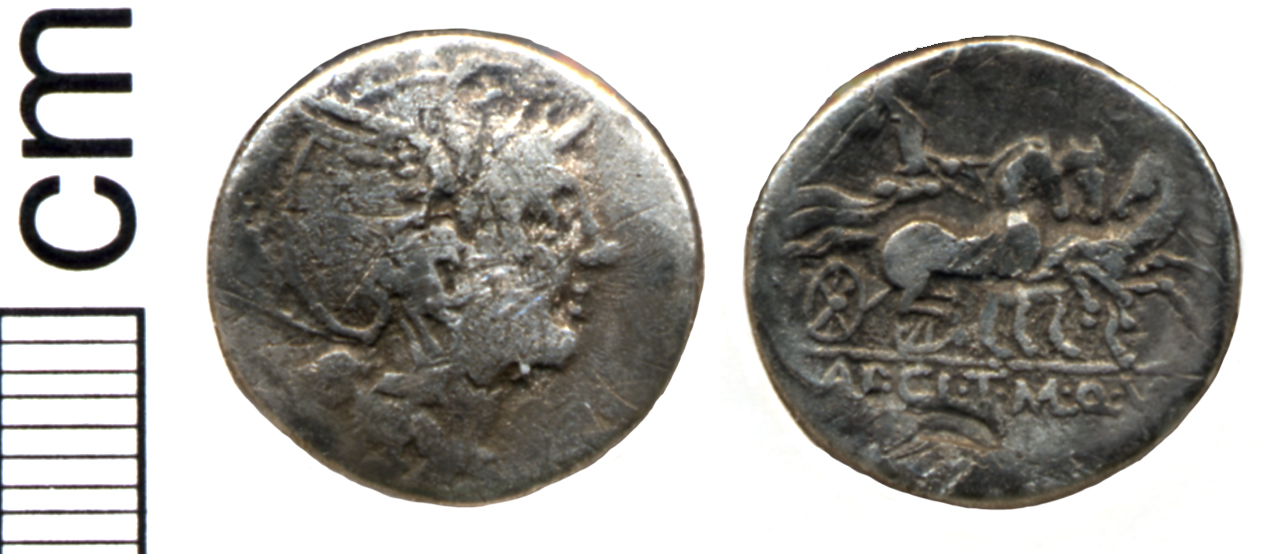
클로디우스의 아버지 아피우스 클라우디우스 풀케르 등에게 귀속되는 데나리우스 주화로, 기원전 111년 또는 110년에 주조되었다. 앞면에는 투구를 쓴 로마가, 뒷면에는 삼두마차(트리가)를 끄는 빅토리아가 묘사되어 있다.

클로디우스는 파트리키 클라우디우스 씨족에서 태어났다. 그의 가문은 공화정 건국 직후부터 혈통을 이어왔으며, 조상인 아투스 클라우수스는 기원전 495년에 집정관직을 역임했다. 클로디우스가 속한 클라우디우스 풀케르 가문은 아피우스 클라우디우스 카이쿠스(기원전 312년 감찰관)의 후손이다.
클로디우스의 아버지인 아피우스 클라우디우스 풀케르는 기원전 79년에 집정관이었으며 술라의 지지자였다. 기원전 77년 마케도니아의 프로콘술이 된 직후 사망하여 세 아들을 남겼다. 이 아들 중 막내가 푸블리우스 클로디우스였고, 두 형은 아피우스와 가이우스였다. 그는 또한 클로디아라는 세 명의 누이도 있었다. 맏딸은 퀸투스 카이킬리우스 메텔루스 켈레르의 아내였고, 둘째 딸은 루키우스 리키니우스 루쿨루스와 결혼했으며, 셋째 딸은 퀸투스 마르키우스 렉스와 결혼했다. 클로디우스의 어머니 신분은 논란의 여지가 있으며, 아버지 아피우스의 아들들과 두 명의 메텔리(켈레르와 네포스) 사이의 정확한 관계도 불분명하다.

### 초기 경력

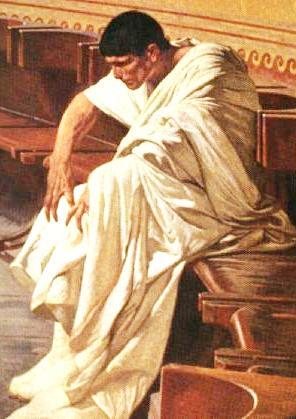
체사레 마카리의 회화 《로마 원로원에서 카틸리나를 규탄하는 키케로》(19세기)에 그려진 카틸리나의 음모의 지도자 카틸리나의 허구적인 초상화

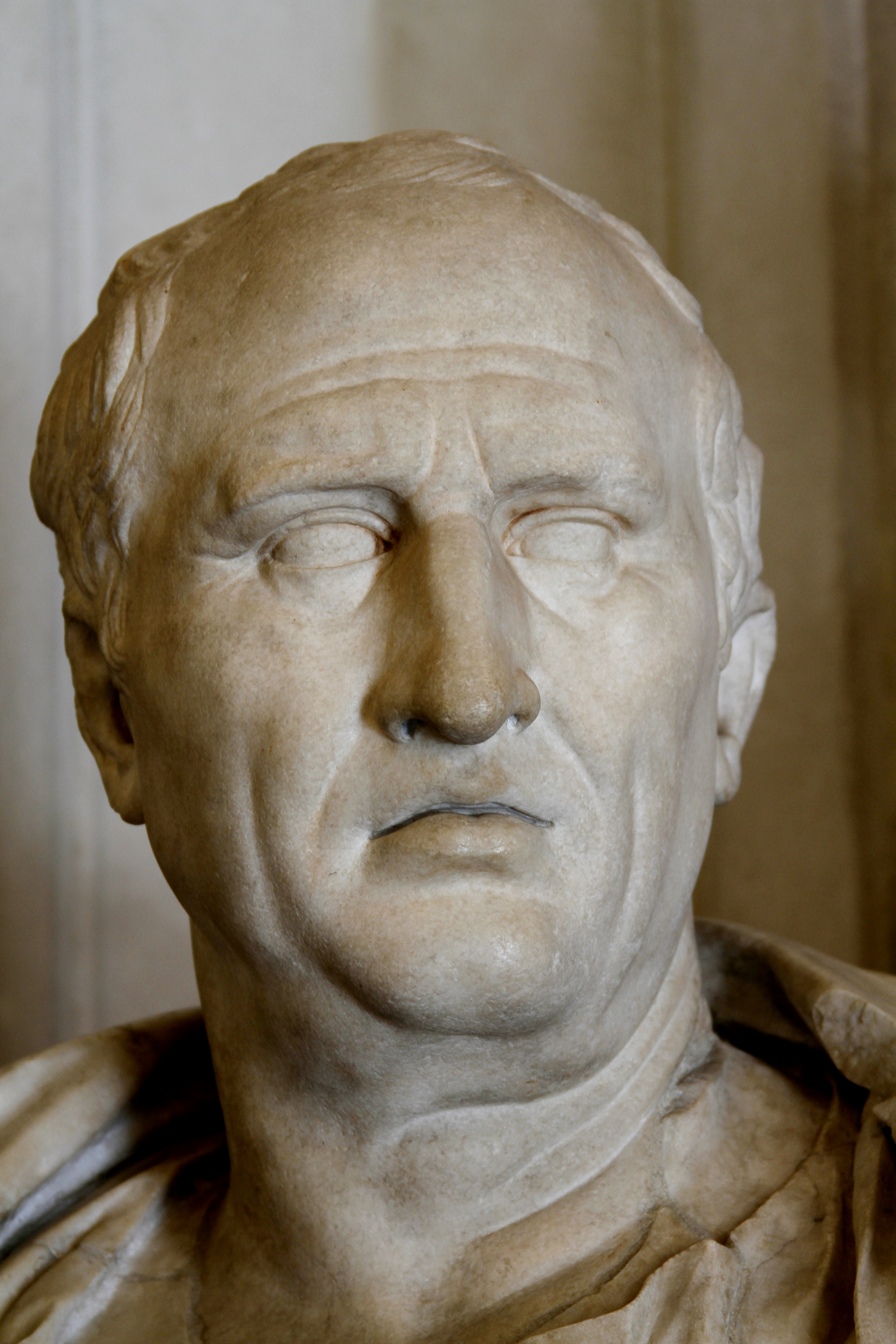
기원후 1세기에 제작된 키케로의 흉상으로, 현재 카피톨리니 미술관에 소장되어 있다. 클로디우스는 위기 동안 루키우스 리키니우스 무레나와 키케로를 지지했을 가능성이 높다.

클로디우스는 그의 매형인 루쿨루스 휘하에서 복무하면서 역사 기록에 처음으로 구체적으로 등장한다. 제3차 미트리다테스 전쟁 중이었다. T. R. S. 브로턴은 『로마 공화정의 마기스트라테스』에서 클로디우스가 기원전 68년에 루쿨루스 휘하의 레가투스였을 가능성을 제기했다. 그 해, 그는 아르메니아의 니시비스에서 겨울을 보내던 군인들에게 반란을 부추겼다. 플루타르코스에 따르면, 그는 폼페이우스의 음모의 일환이라기보다는 개인적인 동기로 행동했을 가능성이 높다. 이듬해, 그는 킬리키아의 프로콘술인 퀸투스 마르키우스 렉스 휘하로 전임되었는데, 렉스 또한 클로디우스의 매형이었다. 프라이펙투스(Prefect)로서 함대를 지휘하던 그는 패배하여 포로로 잡혔다. 키프로스의 프톨레마이오스 왕에게 탄원하여 해적들에게 몸값을 지불하거나 폼페이우스의 범지중해 해적 토벌 작전 직전에 선의의 제스처로 석방되었다. 클로디우스는 석방 후, 마르키우스에게 공식적으로 소속되었지만 폼페이우스 휘하에서 다시 지휘권을 맡았다. 그는 또한 로마의 고객국 시리아의 왕 필리포스 2세 필로로마이오스를 지원하는 임무를 수행했지만 실패했다. 가족 관계를 이용하여 군사 요직에 자신을 배치했지만, 그의 군사 경력은 전반적으로 성공적이지 못했다. 그러나 로마인들은 귀족이 본질적으로 군사 문제에 유능하다고 믿었기 때문에 이는 정치적으로 거의 중요하지 않았다.
기원전 65년 로마로 돌아온 클로디우스는 루키우스 세르기우스 카틸리나를 고발하려 했으나 실패했다. 클로디우스의 숙적 키케로는 나중에 클로디우스가 무능한 고발을 하기 위해 카틸리나와 협력했다고 주장했다(praevaricatio라는 범죄) 이 주장은 나중에 클로디우스와 카틸리나의 공모를 의미한다), 이에 대한 동시대 증거는 거의 없다. 더 객관적인 자료인 아스코니우스는 키케로의 주석에서 이 혐의를 기각했으며, 최근 역사가들도 대체로 동의한다. 카틸리나가 무죄 판결을 받은 것은 뇌물과 많은 집정관 동맹자들에 대한 배려로 충분히 설명된다. 같은 시기, 클로디우스는 루쿨루스를 고발하겠다고 위협하기도 했다. 루쿨루스는 이에 대응하여 자신의 아내 클로디아가 클로디우스와 근친상간을 저질렀다는 굴욕적인 공개적 주장을 하며 이혼했다. 고발은 그 직후 취하되었다.
클로디우스는 기원전 64년의 군사 호민관으로 선출되었을 가능성이 있다. 군사 호민관이든 아니든, 그는 그 해 당시 법무관 루키우스 리키니우스 무레나의 참모로 일했는데, 무레나는 기원전 64년에 트란스알피나 갈리아의 프로콘술이었다. 클로디우스의 그곳에서의 활동에 대해서는 구체적으로 알려진 바가 없다. 기원전 63년에 두 사람이 로마로 돌아왔을 때, 클로디우스는 무레나의 집정관 선거 운동에 참여했으며 켄투리아회에서 유권자들에게 뇌물을 배포하는 데 도움을 주었을 가능성이 높다. 그 해 무레나의 재판에서 키케로는 『프로 무레나』에서 무레나 선거 운동에서 클로디우스의 역할을 옹호했을 수 있으며 그 해 카틸리나의 음모에 클로디우스가 연루되었다는 증거는 전혀 없다. 클로디우스가 무레나를 지지하고 퀸투스 마르키우스 렉스(카틸리나의 반란을 진압하기 위해 이탈리아에서 지휘권을 부여받음)와 연관되어 있다는 점은 그가 음모자들의 반대자였을 가능성이 높다는 것을 시사한다.

### 보나 데아 사건

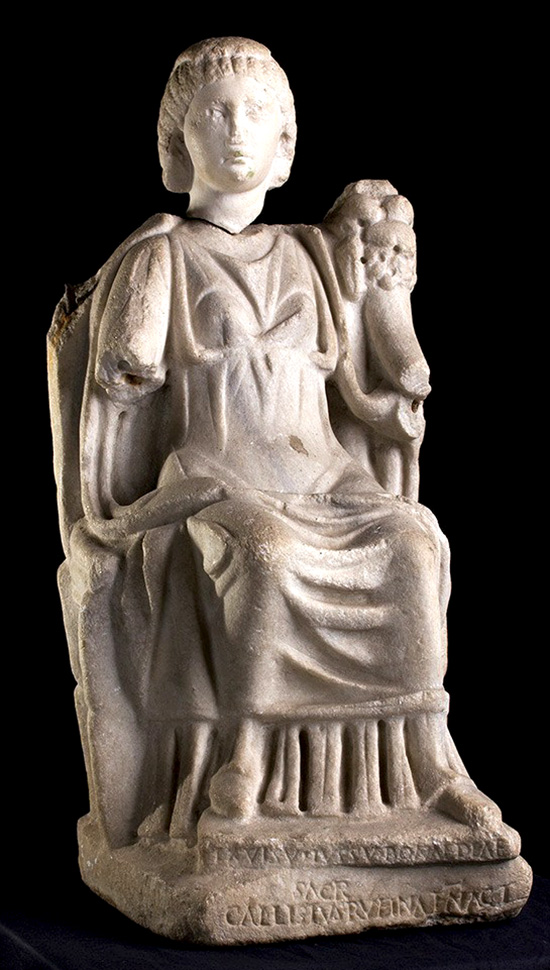
클로디우스가 침투한 폰티펙스 막시무스의 집에서 열린 보나 데아 여신의 의식 조각상

이듬해인 기원전 62년에 클로디우스는 재무관에 성공적으로 입후보했다. 이때까지 클로디우스의 경력은 대체로 통상적인 것이었다. 그러나 취임 전에 그는 기원전 62년 12월경 폰티펙스 막시무스 율리우스 카이사르의 집에서 여성들만 참여하는 보나 데아의 비밀 의식에 침투한 스캔들에 연루되었다. 그의 동기는 불분명하며 비난 때문에 혼탁해졌다. 이 신성 모독은 처음에는 무시되었다. 약 6개월이 지난 5월에 원로원 회의에서 이 문제가 폰티펙스들에게 제기되었고, 그들은 이를 신성 모독으로 선언했다. 원로원은 종교법에 따라 충실히 재판소를 설치했다. 이를 위해 원로원은 집정관들에게 클로디우스를 incestum 범죄로 기소하기 위한 특별 재판소를 설립하는 법을 통과시키도록 권고했다. 이 범죄는 보통 근친상간과 베스타 신녀와의 성관계만을 다루었지만, 여기서는 베스타 신녀의 순결 침해에 대한 느슨한 유추를 통해 클로디우스의 신성 모독을 포함하도록 확장되었다. 그 중요성을 알리기 위해 원로원은 또한 국민이 재판소를 비준할 때까지 공공 업무를 중단시켰다.
클로디우스에게는 두 명의 동맹자가 있었다. 한 명은 집정관 마르쿠스 푸피우스 피소 프루기 칼푸르니아누스였고, 다른 한 명은 호민관 퀸투스 푸피우스 칼레누스였다. 그들은 그 법이 법무관을 통해 배심원을 임명하는 것이 아니라 제비뽑기를 통해 임명하도록 함으로써 적법 절차를 위반하고 배심원의 역할을 불법적으로 원로원이 찬탈하는 것이라고 주장했다. 공식적인 제안자인 피소는 연설과 속임수로 자신의 법에 반대했다. 클로디우스의 동맹자 가이우스 스크리보니우스 쿠리오가 이끄는 폭도들과 함께 피소와 그의 지지자들은 투표소를 점거한 후 부정적인 투표용지만 배포했다. 쿠리오의 동명이인 아버지(기원전 76년 집정관 역임)가 제안한 재판소 설립 명령을 폐지하라는 원로원 동의가 400 대 15로 부결된 후, 클로디우스와 그의 동맹자들은 거리로 나섰다. 원로원의 재판소를 카틸리나의 음모 당시 키케로의 불법적인 시민 처형과 연결하는 연설이 잇따르는 가운데, 법안 지지자들은 결국 제비뽑기를 통한 선정을 수락했다. 원로원에서 문제를 나누는 두 가지 동의가 제출되었다. 첫째는 재판소를 설립해야 하는지, 둘째는 배심원을 법무관이 임명해야 하는지였다. 첫 번째 동의는 통과되었고, 두 번째 동의는 부결되었으며, 제비뽑기를 통해 배심원을 선정한 호민관 푸피우스가 제안한 새로운 법안이 의회에서 통과되었다.
재판에서의 기소는 루키우스 코르넬리우스 렌툴루스 크루스가 이끌었으며, 클로디우스에 반대하는 동맹을 맺은 다른 코르넬리우스 렌툴루스가 함께했다. 변호의 주요 옹호자는 기원전 76년 집정관이었던 쿠리오의 아버지였다. 재판은 잘 문서화되어 있지 않지만, 클로디우스는 노예들을 자신의 형제에게 팔거나 갈리아로 옮김으로써 노예 심문을 방해했다고 알려져 있다. 루쿨루스를 포함한 증인들은 클로디우스의 성격을 공격했다. 율리우스 카이사르의 어머니와 누이(아우렐리아와 율리아)는 클로디우스의 존재를 증언했다. 쿠리오는 인테람나 마을 주민을 데려와 클로디우스가 의식 당시 로마에 없었다고 맹세했다. 키케로는 이 알리바이를 반박했는데, 발레리우스 막시무스에 따르면 이것이 클로디우스의 유일한 방어였다. 이 맹세 아래 증언은 클로디우스와 키케로 사이의 적대감의 뿌리가 되었다. 배심원에 대한 폭력에 대해 우려하여 원로원은 그들의 보호를 명령했다. 그러나 배심원들이 31대 25로 무죄 판결을 내리자, 그 결정은 즉시 뇌물의 산물이라고 비난받았다.
뇌물이 지불되었다면 그 돈은 클로디우스가 제공했을 것이며, 키케로는 나중에 그가 뇌물을 지불하느라 거의 파산할 뻔했다고 주장했다. 마르쿠스 리키니우스 크라수스가 클로디우스의 뇌물을 대주었다고 제안되기도 했지만, 많은 학자들은 그의 연루를 증명하거나 반증할 증거가 불충분하다고 믿는다. 율리우스 카이사르는 재판 후 아내 폼페이아와 이혼했으며, 클로디우스를 불쾌하게 만들지 않고 문제를 해결하는 데 능숙했다. 클로디우스가 폼페이아와 불륜 관계였는지에 대해서는 학자들마다 의견이 갈린다. W. 제프리 테이텀은 불필요한 자세한 설명이라며 부정하는 반면, 존 W. 리치는 카이사르의 이혼이 그녀의 공모 여부에 대한 불확실성을 나타낸다고 믿는다.

### 플레브스로의 전환
보나 데아 사건은 클로디우스의 정치적 열망을 손상시켰다. 그는 집정관 피소의 시리아 프로콘술 총독직에 재무관으로 동행할 예정이었으나, 원로원은 피소와 클로디우스에 대한 분노를 표출하며 피소의 임명을 취소했다. 클로디우스는 결국 시칠리아의 프로프라이토르인 가이우스 베르길리우스 발부스 휘하에서 재무관직을 맡게 되었고, 짧은 복무 기간 후 기원전 60년 6월까지 로마로 돌아왔다. 이 사건 이후 클로디우스는 플레브스 호민관으로 출마하기 위해 플레브스가 될 계획을 세웠다(파트리키는 자격이 없었음). 그는 세 가지 연속적인 계획을 통해 전환을 시도했다.
첫 번째는 켄투리아회에서 자신을 플레브스로 재배정하는 법안을 통과시키는 것이었다. 그의 정치 동맹 두 명은 기원전 60년에 그를 대신하여 이 목적을 위한 법안을 제출했다. 당시 호민관 가이우스 헤레니우스와 당시 집정관 퀸투스 카이킬리우스 메텔루스 켈레르였다. 그러나 두 법안 모두 다른 호민관들의 거부권 행사로 지연되었는데, 이는 정치적 또는 종교적 이유였을 가능성이 높다. 도시로 돌아온 클로디우스는 기원전 60년 5월 24일, 잘 알려지지 않은 종교 의식인 칼라타회 앞에서 사크로룸 데테스타티오를 거쳤다. 클로디우스는 이 의식이 자신을 플레브스로 만드는 데 충분하다고 분명히 믿었다. 그러나 집정관 메텔루스 켈레르는 강력히 반대했으며, 그 집정관의 의견은 6월 초 논의 후 원로원에 의해 비준되어 이 시도 또한 실패로 끝났다.
클로디우스는 처음에는 플레브스에게 입양된 후 즉시 양아버지로부터 해방되는 전략에 반대했다. 그러나 다음 해인 기원전 59년, 율리우스 카이사르와 마르쿠스 칼푸르니우스 비불루스의 집정관 재임 기간에 기회가 찾아왔다. 키케로의 법정 연설에 카이사르, 폼페이우스, 크라수스 간의 정치 동맹에 대한 공격이 포함된 후, 카이사르와 폼페이우스는 즉시 쿠리아회 회의를 마련하여 푸블리우스 폰테이우스(클로디우스보다 어린 20세의 남자)에 의한 클로디우스의 입양 및 해방을 승인했다. 카이사르와 폼페이우스의 이 정치적 속임수 이후, 적절히 위협받은 키케로는 자신의 이탈리아 빌라로 물러났다. 각각 폰티펙스 막시무스와 아우구르였던 카이사르와 폼페이우스에 의해 종교적 이의가 무효화되자, 클로디우스는 플레브스가 되었고 얼마 지나지 않아 호민관직에 출마했다.
입양 이후 클로디우스는 카이사르와 폼페이우스를 지지했다. 그는 4월에 카이사르에게 갈리아 지휘권을 부여한 렉스 바티니아에 찬성 발언을 했으며, 카이사르의 토지 위원회 또는 프톨레마이오스 12세 아울레테스에게 파견될 대사직에 임명될 것으로 기대했다. 그러나 두 임명 모두 이루어지지 않자 클로디우스는 그들의 후원자들과 관계를 단절했다. 그들의 폭력적인 정치 전술로 인한 비인기를 이용해 클로디우스는 카이사르에 대한 반대를 선언했다. 카이사르는 클로디우스의 호민관 선출을 막기 위해 입양을 취소하려 했지만 아무런 효력이 없었다. 키케로를 포함한 원로원 의원들은 클로디우스가 쿠리오와 메텔루스 네포스와 함께 카이사르에 대항하는 것을 기뻐했다. 클로디우스는 또한 그의 숙적 키케로에 대항하기 시작했지만, 여전히 클로디우스와 좋은 관계를 유지하던 폼페이우스가 키케로를 위해 개입했다.

## 호민관직
기원전 59년 여름(기원전 59년 12월부터 58년까지의 임기)의 호민관 선거에서 클로디우스는 쉽게 당선되었다. 선거와 12월 임기 시작 사이에 베티우스 사건으로 폼페이우스와 키케로 사이에 불화가 생겼다. 이후의 집정관 선거에서는 두 명의 집정관이 당선되었다. 카이사르의 장인인 루키우스 칼푸르니우스 피소와 폼페이우스의 오랜 친구인 아울루스 가비니우스였다. 클로디우스는 다시 전술을 바꿔 카이사르와 폼페이우스를 지지하며 비불루스가 집정관직에서 물러날 때 관례적으로 하던 연설에 거부권을 행사했다.

### 클로디우스의 입법 프로그램
기원전 59년 12월 10일, 호민관 임기 첫날, 그는 네 가지 주요 법안을 발표했다. 그 범위와 폭은 오랫동안 논의되었음을 시사하며, 아마도 기원전 59년 7월부터 시작되었을 것이다. 이 법안들은 Lex Clodia de collegiis, Lex Clodia frumentaria, Lex Clodia de obnuntiatione, 그리고 Lex Clodia de censoria notione였다. 이 법안들은 새해인 기원전 58년 1월에 국민 앞에 제출될 예정이었다. 전체적으로 이 법안은 클로디우스에게 광범위한 대중적 지지를 얻게 했을 뿐만 아니라, 특히 수가 많았지만 개별적으로는 영향력이 크지 않았던 많은 원로원 의원들, 특히 페다리이의 지지도 확보했다.

#### 콜레기움 법
원로원은 전문 직능 단체와 종교 단체를 포함한 다수의 콜레기움(collegia)을 금지했다. 이 단체들 중 일부("대부분을 제외하고 모두 불법화되었다고 결론 내리는 것은 더 이상 합리적이지 않다")는 기원전 64년 원로원 법령에 의해 금지되었다. 이 콜레기움들은 클로디우스의 법에 의해 부활되었고, 도시 전체 콜레기움의 중앙 기록에 등록됨으로써 국가의 승인을 받았다. 콜레기움을 부활시킨 것은 또한 클로디우스와 그의 동료 섹스투스 클로엘리우스와 같은 사람들이 재정 후원자 역할을 하고 도시 대중과의 연결을 구축할 수 있게 했다.

#### 곡물 법
클로디우스는 또한 이 기회를 이용하여 곡물 배급을 크게 확대했다. 가이우스 그라쿠스가 도입한 대로 보조금을 받아 곡물을 수입하여 판매하는 대신, 이제 로마 시민에게 5 모디이의 식량 배급이 무료로 제공되었다. 이 곡물을 로마로 가져오는 책임은 주로 지방 행정관에게 위임되었으며, 그 비용은 국가 재정에 큰 부담을 주어, 이미 비쌌던 마르쿠스 포르키우스 카토의 기원전 62년 곡물 배급 확대 조항을 더욱 확장했다.
클로디우스의 첫 법에서 재설립된 콜레기움들은 이 곡물을 받을 자격이 있는 사람들을 로마의 여러 구역에 등록시켰기 때문에 이 곡물을 배급하는 데 역할을 했을 수도 있다. 그럼에도 불구하고, 이 법에 의해 보장된 무료 식량은 클로디우스에게 도시 빈민들 사이에서 지속적인 지지를 얻게 했다. 그러나 이것이 국고에 미치는 부담은 엄청났다. 원로원은 그 해의 비용을 충당하기 위해 특별 주화를 발행하도록 명령했다. 클로디우스는 또한 지방에서 더 많은 돈을 모을 수 있었다. 그는 갈라티아의 브로기타루스와 특정 비잔티움 망명자들로부터 본국에서의 지위를 회복시키기 위해 대금을 받는 법을 통과시켰다. 이들을 복권시키는 법안은 연중 내내 통과될 예정이었다. 더 많은 돈은 키프로스의 프톨레마이오스 왕국에서도 모금될 예정이었는데, 클로디우스는 그곳을 점령하고 합병하도록 명령했다. 그는 처음에 합병을 기존의 킬리키아 속주에 배정했는데, 그 열린 프로콘술 직에 임명될 사람은 매우 수익성 있는 권한을 가지게 될 것이었다.

#### 아우구르 법
전년도에 카이사르의 동료 집정관 마르쿠스 칼푸르니우스 비불루스는 아마도 5월에 자신의 집으로 물러나 불리한 징조를 관찰했다고 발표함으로써 카이사르의 입법을 방해했다. 비불루스는 계속해서 하늘을 관찰하고 있다고 발표한 다음, 부재중인 다른 행정관들에게 불리한 징조를 보고하는 메시지를 보냈다. 이러한 불리한 징조가 제대로 보고되었다면 회의 개최가 중단되었을 것이다. 그러나 그러한 회의가 어쨌든 개최되었기 때문에 비불루스와 그의 지지자들은 그러한 결과가 무효라고 주장했다. 그러나 이러한 방해 전술의 유효성은 학자들에 의해 대부분 부정되는데, 이는 당시 원로원이 여러 차례의 논쟁에서 이러한 주장을 일축했을 뿐만 아니라, 렉스 아일리아 엣 푸피아는 불리한 징조가 효력을 가지려면 presiding official에게 직접 보고되어야 한다고 요구했기 때문이다.
클로디우스의 아우구르 법은 고대 자료에 잘 설명되어 있지 않다. 그러나 클로디우스의 법이 렉스 아일리아 엣 푸피아가 폐지되었다는 키케로의 과장된 주장에는 미치지 못했다는 점은 일반적으로 동의된다. 대신 이 법은 비불루스가 부재중 불리한 징조를 발표하는 것이 허용될 것인지에 대한 좁은 질문에 초점을 맞추었으며, 이에 대해 부정적인 답변을 내렸다. 행정관이 침대에서 발행한 명령으로 정부를 폐쇄하는 것을 허용하는 가능한 선례는 비불루스의 지지자들을 포함하여 모든 이들에게 용납될 수 없는 것으로 여겨졌다. 원로원은 기원전 59년에 이 입장을 거부했고, 기원전 58년 초 카이사르의 법안에 대한 논쟁에서 다시 거부했으며, 시민들 또한 이 렉스 클로디아를 통과시킴으로써 이를 거부했다. 그러나 이 법안은 기원전 59년 비불루스의 징조 예고의 유효성을 회피하도록 특별히 구성되었다. 이는 오직 미래에만 적용될 것이었다.

#### 감찰관 법
로마 감찰관들은 오랫동안 원로원 명단에서 이름을 삭제하여 원로원에서 사람을 제거할 권한을 가지고 있었다. 클로디우스의 렉스 데 켄소리아 노티오네는 양 감찰관이 원로원에서 누군가를 제거하는 데 동의하고 청문회 기회와 함께 사유를 제시하도록 요구했다. 이는 감찰관들이 호민관들을 상대로 그들을 원로원 의석에서 박탈하는 무기로 사용하는 가능성을 제한했다. 더욱이 기원전 61년의 관대한 인구조사로 인해 원로원 내 하급 의원들, 특히 고위 행정관직을 한 번도 역임하지 못한 페다리이들 사이에 감찰관들이 원로원 명부를 삭감하려 할 수도 있다는 우려가 있었다. 이 법안은 키케로에 의해 클로디우스가 감찰관을 폐지했다고 과장되었지만, 수많은 그러나 개별적으로는 중요하지 않은 페다리이들 사이에서 광범위하게 인기를 얻었다.

### 법안 통과와 키케로의 추방
연초, 키케로는 반대를 표명하고 그 해의 호민관 중 한 명인 루키우스 닌니우스 콰드라투스를 동맹으로 삼았다. 디오의 기록에 따르면, 닌니우스는 클로디우스의 모든 법안에 대해 거부권을 행사하겠다고 위협했다. 곡물 법안에 대한 강한 대중적 지지를 상대로 거부권을 유지하는 것이 불가능하다는 점을 감안할 때, 닌니우스는 기원전 64년 원로원의 신중한 결정을 뒤집는다는 이유로 클로디우스의 동료 법안에 대해서만 위협했을 가능성이 더 높다. 그러나 클로디우스는 키케로와 거래를 맺어 키케로가 닌니우스를 철수시키면 자신의 불화를 추구하지 않겠다고 동의했다. 원로원 엘리트의 지지를 얻어 이루어진 이 거래는 클로디우스가 기원전 58년 1월 4일에 그의 네 가지 법안을 통과시키는 것을 가능하게 했다.
클로디우스의 광범위한 대중적 지지는 기원전 59년 카이사르의 동맹이자 최근 갈리아에서 돌아온 특사 푸블리우스 바티니우스의 재판에서 클로디우스가 개입했을 때 처음으로 드러났다. 클로디우스는 자신의 개입을 명백히 하기 위해 군중을 소집하여 검찰 절차를 완전히 방해하고, 법무관의 의자를 뒤엎었으며, 배심원의 투표함을 부수었다. 이러한 대중적 폭력의 첫 사례와 콜레기움이 조직하는 데 한 역할은 클로디우스에게는 놀라운 일이었을 수 있다. 클로디우스가 자신의 콜레기움 법이 도시 폭도들을 마음대로 부를 수 있도록 의도했다는 증거는 거의 없지만, 그는 이 새로운 전술을 빠르게 활용하게 되었다. 2월에 클로디우스는 두 가지 추가 법안을 제출했다. 첫째는 현재 집정관인 피소와 가비니우스에게 각각 마케도니아와 시리아의 속주를 배정하는 것이었다. 둘째는 프로보카티오에 대한 시민권을 재확인하고, 재판 없이 시민을 죽인 모든 행정관과 그러한 행정관에게 조언한 원로원 의원을 추방으로 소급하여 처벌하는 것이었다. 후자의 법, 렉스 클로디아 데 카피테 키비스 로마니는 명확히 키케로를 겨냥한 것이었다. 키케로와 그의 동맹자 닌니우스는 상복을 입고 이에 대응했다. 원로원도 곧 그러한 복장을 지시했다. 그러나 집정관들은 그 지시를 무시하고 키케로의 기사 동맹들이 원로원에서 연설하는 것을 금지했으며, 공개적으로 법안을 지지했다.
클로디우스는 자신의 폭도들을 키케로에게 투입하고 폭력으로 그의 집회를 방해하여 원로원 전체에 우려를 불러일으켰다. 그러나 클로디우스는 키프로스 합병과 비잔티움 망명자 복권을 마르쿠스 포르키우스 카토에게 재배정함으로써(카토는 기원전 63년에 카틸리나 음모자들을 처형하는 가장 강력한 지지자 중 한 명이었음) 프로퀘스트레 프로프라에토레(pro quaestore pro praetore)라는 칭호를 부여하여 이러한 반발을 무력화시켰다. 키케로는 이를 카토를 도시에서 제거하고 클로디우스의 입양과 호민관 법을 수용하게 하려는 계략으로 보았는데, 이는 고전학자들 사이의 전통적인 판단이었다. 그러나 다른 고전학자들은 이 임명을 클로디우스가 카토 및 동맹자들과 협상하거나 타협한 것으로 보았는데, 이는 클로디우스가 기원전 63년에 키케로를 지지했던 원로원 의원들에게 악의가 없다는 신호였으며, 따라서 키케로를 고립시켰다는 것이다. 카이사르가 키케로에게 특사로 임명하여 기소 면책권을 주겠다고 제안했으나 키케로가 거절하자, 키케로는 도시를 떠나 망명했다. 클로디우스는 즉시 렉스 클로디아 데 엑실리오 키케로니스(Lex Clodia de exsilio Ciceronis)를 통과시켜 웅변가를 추방하고, 팔라티노 언덕에 있는 그의 집을 여신 리베르타스를 위한 신당으로 만들었으며, 원로원이나 시민들이 그 웅변가를 소환하는 것을 금지했다.

### 폼페이우스에 대한 반대

클로디우스는 여러 차례 폼페이우스(위 사진)를 지지하거나 반대했다. 그러나 그의 호민관직 후반기 활동은 폼페이우스를 견고한 정치적 기반에 놓을 만큼 충분한 반발을 불러일으켰다. 폼페이우스는 이듬해인 기원전 57년에 정치적으로 반격했다.

클로디우스의 네 가지 법안이 성공하면서 그는 막대한 정치적 지지를 얻었다. 이러한 지지는 특히 바티니우스 재판에서 폭도의 힘을 우연히 발견한 것과 결합하여 그가 독립적인 정치 주체로 활동하는 것을 가능하게 했다. 폼페이우스에 대항하여 클로디우스는 장군을 의심하는 원로원 의원들의 지지를 확보하기 위해 움직였다. 폼페이우스의 동방 정착지에 목표를 설정한 클로디우스는 폼페이우스가 페시누스의 대사제로 임명했던 갈라티아의 테트라르크 데이오타루스에 대한 폼페이우스의 호의를 뒤집는 법안을 공포했다. 클로디우스는 데이오타루스를 사제직에서 해임하고 대신 데이오타루스의 사위이자 별개의 갈라티아 왕국의 통치자였던 브로기타루스를 승진시키면서 브로기타루스를 로마의 동맹으로 선언했다. 이 개입은 동방의 로마 정책을 재편하지 못했는데, 이는 하급 행정관으로서는 용납될 수 없는 일이었다. 그러나 원로원은 폼페이우스의 결정이 흔들리는 것을 기뻐했다. 또한 호민관이 자신의 대중 주권을 부인하는 지지를 찾을 수 없을 것이므로 거부권이 행사되지 않았다.
클로디우스는 또한 폼페이우스가 로마에 데려온 왕자 인질을 납치했다. 아르메니아의 티그라네스 2세의 동명이인 아들인 티그라네스 소왕은 클로디우스에 의해 법무관 중 한 명의 집에서 납치되어 아르메니아로 가는 배에 태워졌다. 폭풍에 의해 다시 돌아온 후, 클로디우스와 법무관의 수행원들 사이에 아피아 가도에서 유혈 충돌이 발생했으며, 법무관의 수행원들은 패배했다. 최소한 한 명의 사망자를 낸 이 충돌 후, 폼페이우스와 클로디우스는 정치적으로 단절되었다. 폼페이우스의 당황함에 기뻐한 원로원은 아무 조치도 취하지 않았다. 폼페이우스의 클로디우스에 대한 대응은 집정관에 있는 그의 동맹자 아울루스 가비니우스에 의존했다. 그러나 여기서 클로디우스의 폭도들이 집정관의 수행원들에게 달려들어 그의 속간을 파괴했을 때 그들의 행동은 지나쳤다. 클로디우스가 가비니우스의 재산을 플레브스 여신 케레스에게 공식적으로 봉헌함으로써, 그는 집정관의 권위에 대한 자신의 공격을 분명히 승인했다. 이는 정치 계층에게는 용납될 수 없었다. "공공 질서에 대한 너무 심각한 위협"이었다. "한 걸음 더 나아간 것"이었다. 닌니우스는 보복으로 클로디우스의 재산을 봉헌했고, 6월 첫날 키케로를 망명에서 소환하는 법안을 제출했는데, 이 법안은 원로원에서 만장일치로 지지되었으나 즉시 거부되었다. 다른 사람들을 통해 다음 해에 키케로의 망명을 해제하려는 움직임이 커졌고, 결국 폼페이우스가 그 주도권을 잡았다.
그 해 후반, 클로디우스는 카이사르의 입법에 대한 카토 파벌의 계속되는 싸움을 지지한다는 뜻을 밝히며, 기원전 59년 카이사르의 법안들이 종교적으로 무효라고 공개적으로 주장했다. 그는 아마도 키케로의 복귀를 막는 데 카토와 비불루스 그룹 구성원들의 지지를 얻기 위해 그렇게 했을 것이다. 기원전 58년 8월 11일의 한 사건에서는 클로디우스의 노예 중 한 명이 폼페이우스를 암살하라는 명령을 받았다고 자백했다. 이 시도가 실제였는지는 불분명하지만, 자신의 생명에 대한 시도에 편집증을 보였던 폼페이우스는 그 후 자신의 별장에 칩거했다. 클로디우스는 그의 폭도들을 시켜 연말까지 별장을 위협하도록 했다. 폼페이우스와 키케로의 친구들이 이끄는 클로디우스에 대한 반대는, 지도자들이 집에 갇히거나 해외로 쫓겨났음에도 불구하고, 그 해 내내 계속해서 힘을 얻었다. 10월에는 10명의 호민관 중 8명이 키케로를 함께 소환하는 법안을 제출했는데(다시 거부되었다), 결국 반대파는 클로디우스의 임기가 12월에 끝나기 때문에 그를 기다리기로 결정했다.

## 동맹의 변화

### 키케로 소환 반대
기원전 58년 12월 10일, 클로디우스는 다시 사인이 되었다. 폼페이우스의 호민관 동맹자들은 즉시 키케로를 소환하는 법안을 제안했다. 결국 두 명을 제외한 모든 호민관이 이 법안을 지지했다. 기원전 57년 1월, 새로운 두 명의 집정관(푸블리우스 코르넬리우스 렌툴루스 스핀테르와 퀸투스 카이킬리우스 메텔루스 네포스)은 원로원에서 키케로의 복귀를 지지하거나 용인한다고 발표했다. 원로원이 다시 키케로를 지지하는 것을 본 클로디우스의 호민관 동맹자 중 한 명인 섹스투스 아틸리우스 세라누스 가비아누스는 1월 내내 계속된 원로원의 거부권을 행사했다. 기원전 57년 1월 23일, 키케로의 망명 해제 법안이 표결에 부쳐졌을 때, 두 명의 호민관(퀸투스 파브리키우스와 마르쿠스 시스피우스)이 포룸을 점거하여 거부권 행사를 막으려 했다. 그러자 클로디우스의 형제로부터 빌린 검투사들로 강화된 클로디우스의 폭도들이 힘으로 호민관들을 포룸에서 몰아냈다. 키케로를 지지하기 위해 참석했던 키케로의 동생 퀸투스는 간신히 싸움에서 살아남았다. 또 다른 호민관 티투스 안니우스 밀로는 검투사들을 체포하고 자백을 받아냈지만, 세라누스가 그들을 풀어주었다. 이 시점부터 밀로와 클로디우스는 경쟁자가 되었다.
1월 23일, 정치계는 클로디우스의 폭력 전술에 반대하며 단결했다. 밀로는 렉스 플라우티아 데 비에 따라 클로디우스를 기소했지만, 집정관 메텔루스 네포스, 법무관 아피우스 클라우디우스 풀케르, 그리고 호민관 중 한 명(섹스투스 아틸리우스 세라누스 또는 퀸투스 누메리우스 루푸스) 등 클로디우스의 관직 동맹자들은 달력의 모든 날을 다른 업무를 위해 예약함으로써 클로디우스가 재판받는 것을 불가능하게 만들었다. 클로디우스의 거리에서의 전술적 우위는 다른 호민관 푸블리우스 세스티우스에 대한 추가 폭력으로 여러 정치인들이 폭도들을 동원하여 무장하면서 상실되었다. 키케로를 지지하는 폼페이우스는 이탈리아 전역에서 지지를 얻어냈고, 스핀테르를 통해 시민들이 키케로의 소환에 투표하기 위해 로마에 집결해야 한다는 원로원 결의를 이끌어냈다. 여름까지 이탈리아 대부분이 키케로의 소환을 지지하자, 클로디우스가 소환에 반대할 수 있는 마지막 남은 수단은 식량 폭동이었다. 7월에 원로원이 키케로의 망명 해제에 투표했을 때, 클로디우스 홀로 반대하여 416대 1로 법안이 통과되었다. 그러한 압도적인 지지에 맞서, 클로디우스의 호민관 동맹자들은 법안이 원로원에서 진행되거나 나중에 법안을 막는 모든 사람이 공공의 적이 될 것이라는 원로원의 명령에 거부권을 행사하기를 꺼렸다.
기원전 57년 8월 4일, 클로디우스는 폼페이우스에 의해 소환된 퀸투스 키케로가 형제의 망명 해제에 찬성하는 연설을 할 예정이었던 공개 회의를 방해하려 했다. 그러나 실패했고, 그날 늦게 켄투리아회에서 이탈리아 전역에서 온 키케로 지지자들의 대규모 유입 속에 법안이 통과되었다. 키케로의 제안으로 원로원이 폼페이우스에게 폭동을 막기 위해 로마에 식량을 가져오라는 지휘권을 부여하면서, 폼페이우스의 키케로 소환 승리는 더욱 완전해졌다. 클로디우스와 키케로는 다시 키케로가 팔라티노 언덕의 집을 복원하려는 시도를 두고 서로 대립했다. 폰티펙스 청문회에서 클로디우스와 키케로는 연설했으며, 클로디우스는 자유의 신당(키케로의 집)을 철거하면 신을 모욕할 것이라고 주장했다. 키케로는 자신의 집을 가져가려는 클로디우스의 법이 명시적으로 헌정을 승인하지 않았기 때문에 무효라고 성공적으로 주장했다. 폰티펙스 앞에서 키케로가 승리한 후, 클로디우스는 먼저 이 명령이 실제로는 자신에게 유리하다고 대중을 설득하려 했고, 그 후 키케로의 집에 대한 원로원 논의를 방해하려 했다. 원로원 결의안이 거의 만장일치로 통과된 후 세라누스에 의해 거부되었을 때, 압도적인 원로원의 반응은 세라누스가 거부권을 철회하도록 설득했다. 합법적으로 실패한 클로디우스는 자신의 폭도들을 동원하여 현장의 건설 작업을 방해하고 키케로, 밀로 등을 거리에서 괴롭혔다. 그러나 클로디우스의 패배는 대부분 일시적이었다. 그는 푸블리우스 술라와 퀸투스 호르텐시우스와 같은 저명한 인물들의 지지를 유지했다. 이집트 지휘권을 둘러싼 지속적인 정치적 싸움은 클로디우스를 다시 정치적 존경을 받을 수 있게 할 것이었다.

### 이집트와 정치적 복귀

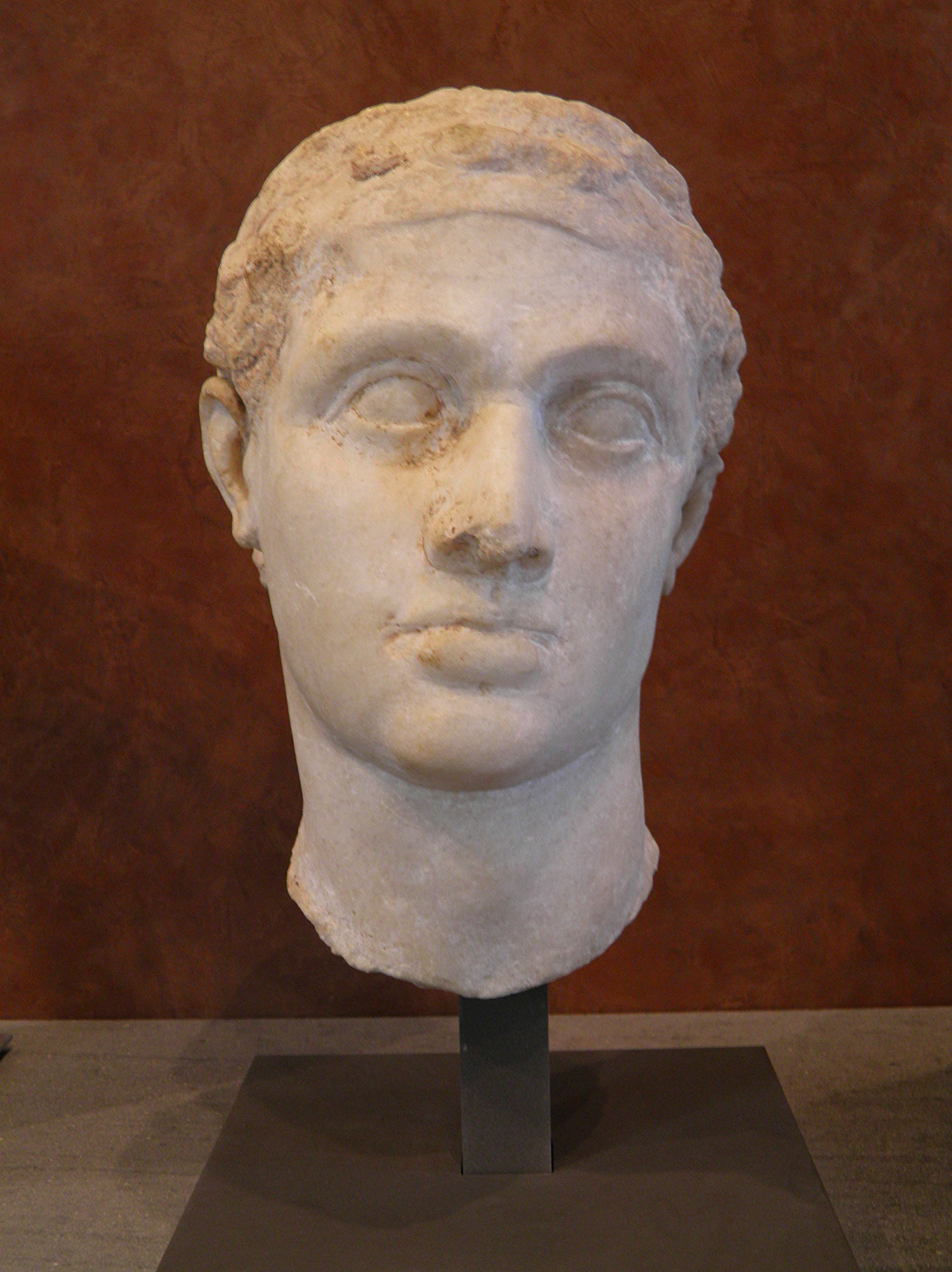
프톨레마이오스 12세 아울레테스는 이집트 왕위 복위를 위해 로마로 로비하러 왔다. 클로디우스는 가이우스 카토와 함께 반폼페이우스 동맹에 가담하여 폼페이우스가 이집트 지휘권을 확보하려는 시도를 방해했다.

프톨레마이오스 12세 아울레테스는 기원전 57년에 폐위되었다. 그는 이집트 왕위 복위를 위해 로마에서 직접 개입을 요청했다. 로마의 공식적인 친구이자 많은 원로원 의원들에게 막대한 빚을 진 그는 로마의 정치적, 경제적 이해관계가 일치하여 그러한 원정을 지지했다. 프톨레마이오스가 새로운 알렉산드리아 정권의 일부 대표자들을 암살하려 시도한 후에도 그에 대한 로마의 지지는 확고했다. 원로원은 기원전 57년 9월에 당시 킬리키아와 키프로스의 프로콘술이 될 예정이었던 집정관 스핀테르가 프톨레마이오스를 복위시켜야 한다고 명령했다. 폼페이우스의 공개적인 지지와 키케로의 진심 어린 지지를 받은 스핀테르는 11월에 자신의 속주로 떠났다. 그러나 다음 달에는 누가 로마의 대응을 이끌 것인지에 대한 새로운 논쟁이 벌어졌고, 아마도 폼페이우스 자신의 은밀한 주장으로 그의 이름이 거론되었다. 따라서 원로원의 폼페이우스 적들은 클로디우스의 반폼페이우스 선동에서 새로운 유용성을 발견했다.
클로디우스의 적들은 그가 거의 확실히 안찰관에 당선되어 곧 기소 면역이 될 것이라고 보고, 그를 공공 폭력 혐의로 신속히 기소하여 유죄 판결을 받게 하려고 했다. 집정관 당선인 그나이우스 코르넬리우스 렌툴루스 마르켈리누스는 원로원에서 기소를 제기하려 했으나 의사 진행 방해로 실패했다. 티투스 밀로는 클로디우스를 기소하고, 클로디우스가 기소될 때까지 징조 예고를 통해 선거를 연기하겠다고 발표함으로써 이에 대응했다. 집정관 메텔루스 네포스는 클로디우스의 폭도들의 지지를 받아 11월 19일에 선거를 실시하려 했으나, 밀로의 폭도들이 싸움에서 승리하여 선거는 연기되었다. 다음날, 메텔루스 네포스는 밀로가 직접 징조 예고를 보고하지 못하도록 캄푸스 마르티우스로 몰래 빠져나가려 했다. 밀로가 뒷골목에서 몰래 가던 집정관을 붙잡아 나쁜 징조를 보고하자 선거는 다시 취소되었다.
12월 10일에 새로운 호민관들이 취임하자, 루키우스 카니니우스 갈루스는 스핀테르의 지휘권을 폼페이우스에게 넘기는 법안을 공포했다. 이는 클로디우스의 정치적 유용성을 다시 전면에 내세웠는데, 특히 클로디우스가 호민관들 중에 친구인 가이우스 포르키우스 카토를 두었을 때 더욱 그러했다. 클로디우스를 재판하는 문제는 거의 동시에 강제로 철회되었다. 12월 4일에 재무관들이 후임자 없이 사임했기 때문에 배심원을 임명할 수 없어 재판이 불가능했다. 마르켈리누스, 루키우스 마르키우스 필리푸스(또한 기원전 57년 집정관 당선인) 그리고 키케로가 원로원에서 법무관에게 대신 배심원을 임명하도록 지시하려 했을 때, 클로디우스의 폭도들이 회의를 방해했다. 메텔루스 네포스는 또한 집정관으로서 퀘스토르 없이 어떠한 법무관도 배심원을 구성할 수 없도록 지시했는데, 이는 최소한 12월 31일까지는 금지되었다. 결국, 새해가 되고 폼페이우스의 정치적 위협이 다가오자, 원로원은 기원전 56년에 클로디우스를 안찰관으로 복귀시키는 선거를 승인했다.

### 안찰관 임기
기원전 56년의 안찰관 선거는 늦게 이루어져 그 해 1월 20일에 열렸다. 클로디우스는 인기로 인해 1위로 당선되었다. 많은 사람들이 클로디우스가 호민관 임기 때의 관대함을 반복할 것이라고 예상했지만, 그의 재정 자원은 거의 고갈된 것으로 보였고, 그의 임기에는 통상적인 경기와 공공 사업만 있었다.
기원전 56년 초 몇 달은 다시 이집트 지휘권 문제로 소진되었다. 같은 해 초, 알반 산의 주피터 상에 번개가 치는 종교적 징조가 나타났다. 클로디우스는 퀸데킴비리 사크리스 파키운디스의 한 명으로서 이 징조를 해석하는 데 도움을 주었다. 사제들은 이집트 왕을 지지하거나 반대하는 것에 대해 경고하고 왕의 복위를 "군중과 함께" 금지하는 신탁을 발표했다. 폼페이우스와 스핀테르의 동맹자들은 이 신탁을 사기라고 비난했지만, 원로원 의원들은 대체로 이를 받아들였는데, 이는 두 사람 모두 군사적 영광을 얻는 것을 막았기 때문이었다. 논쟁은 1월 중순부터 2월 초까지 이어진 일련의 복잡한 의회적 기동 끝에 최종 결론 없이 중단되었다.
클로디우스는 안찰관으로서 2월에 법무관 밀로를 공공 폭력 혐의로 유디키움 포풀리에 기소했다. 밀로는 키케로, 마르쿠스 클라우디우스 마르켈루스 그리고 폼페이우스의 변호를 받았다. 2월 7일 폼페이우스가 연설할 때, 재판은 클로디우스의 군중이 폼페이우스 대신 크라수스가 알렉산드리아에 파견되어야 한다는 주장과 함께 음란한 구호를 외치면서 혼란에 빠졌다. 시위가 폭력적으로 변하자 전체 재판은 중단되었다. 며칠 후 열린 원로원 회의에서 원로원은 이 혼란의 책임을 밀로와 폼페이우스에게 돌렸고, 이는 폼페이우스가 이집트 원정을 지휘하려는 계획을 포기하게 만들었다. 킬리키아에 있던 스핀테르는 키케로로부터 프톨레마이오스를 복위시키지 못하면(기원전 57년 8월의 유효한 지시에 따라) 심각한 결과가 따를 것이라는 경고를 받고 아무 조치도 취하지 않았다. 원로원은 또한 기원전 56년 2월 10일, 클로디우스의 콜레기움이 분명히 아니었던 소달리타테스(sodalitates), 즉 일종의 정치 조직에 반하는 법안을 제정하기로 결정했다. 같은 날, 마르쿠스 툴리우스는 클로디우스의 적수인 푸블리우스 세스티우스를 고발했는데, 키케로 등은 이를 클로디우스 탓으로 돌렸다. 그러나 이것이 사실인지는 의심스럽다. 키케로는 폼페이우스와 크라수스의 지지를 받아 세스티우스를 변호하여 그의 무죄를 확보했다. 그러나 키케로의 카이사르 공격은 새로운 균형 재조정을 촉발했다. 집정관 그나이우스 코르넬리우스 렌툴루스 마르켈리누스가 카이사르에 반대하고, 루키우스 도미티우스 아헤노바르부스가 기원전 55년에 카이사르에 반대하여 집정관으로 선출될 가능성이 제기되자, 클로디우스의 형은 갈리아 프로콘술과 협상하기 위해 북쪽으로 갔고, 결국 클로디우스 풀케르 가문과 갱신된 제1차 삼두정치 사이에 화해가 이루어졌다.
기원전 56년 봄, 클로디우스는 식량 폭동 속에서 메갈렌시아 경기를 개최했는데, 이는 폼페이우스의 곡물 공급 처리 능력에 계속해서 문제를 일으켰다. 그러나 클라우디우스 가문과 삼두정치 간의 화해에는 폼페이우스의 아들과 아피우스의 딸(클로디우스의 조카) 간의 결혼이 포함되었고, 이에 따라 전술은 빠르게 이 새로운 관계를 반영하도록 변경되었다. 그러나 키케로에 대한 공격은 끝나지 않았다. 일련의 불길한 징조들로 인해 원로원이 하룹세스에게 자문을 구해야 하게 되자, 클로디우스는 퀸데킴비리 사크리스 파키운디스의 권한으로 클로디우스의 리베르타스 신당(키케로의 집)의 신성모독이 신의 불쾌감을 초래했다고 비난하는 연설을 했다. 키케로는 이에 반격하여 클로디우스를 비난했다. 정치적 휴식기에 키케로는 밀로와 호민관 중 한 명의 지지를 받아 클로디우스의 법안을 기록한 석판을 제거하고 아마도 파괴했다. 그러나 이것은 너무 지나친 행동이었다. 카토가 키프로스에서 돌아온 직후 열린 원로원 회의에서, 클로디우스의 입양, 따라서 그의 호민관 전체가 무효라는 키케로의 주장을 받아들이려는 사람은 거의 없었다(특히 영향력 있는 수혜자인 카토는 더욱 그러했다).
그 해는 가이우스 카토가 클로디우스의 지지를 받아 집정관 선거(따라서 모든 하급 행정관 선거도 포함)에 대한 수개월간의 거부권을 유지하며 폼페이우스와 크라수스의 기원전 55년 집정관직을 확보하려는 계략으로 마무리되었다. 가이우스 카토는 터무니없는 의사 방해로 반복적으로 위협을 받았기 때문에 클로디우스의 폭도들의 보호가 필요했다. 이러한 극단적인 정치 전술 속에서 폼페이우스와 크라수스는 폭력을 통해 기원전 55년 초 인테르렉스를 확보하고, 카이사르로부터 휴가 온 병사들의 도움을 받아 적들을 집정관 선거 운동에서 몰아낼 수 있었다. 클로디우스가 그 해 폼페이우스와 크라수스가 원하는 선거 결과와 지방 지휘권을 부여한 렉스 트레보니아를 얻기 위해 필요한 폭력에 참여했는지 여부는 불분명하지만, 삼두정치로부터의 특혜가 뒤따랐다. 원로원이 후원하는 클로디우스의 동방 사절단에 대한 자금이 조달되었고, 키케로의 반대는 상응하는 대가로 묵살되어 클로디우스가 동방 속주와 고객들을 방문할 수 있었다. 예상 목적지 중 하나는 비잔티움 또는 브로기타루스의 궁정이었는데, 그들은 기원전 58년 클로디우스의 봉사에 대해 아낌없이 지불할 것으로 예상되었다. 원로원 사절단에 걸맞은 환대를 즐기고 동방에서 재정 비축량을 보충한 클로디우스는 기원전 55년 남은 기간 동안 로마에 없었을 것이다.

## 죽음

### 법무관 선거 운동
클로디우스는 기원전 54년에 로마로 돌아왔고, 아마도 기원전 53년에 법무관직을 구했을 것이다. 클로디우스가 실제로 기원전 53년의 법무관직을 구했는지는 불분명하고 논쟁의 여지가 있지만, 많은 학자들이 실제로 지연이 있었다는 바디안의 믿음에 동의한다. 진행 중인 감찰관직은 감찰관들이 해임하기를 원했던 하급 원로원 의원들에 대한 많은 청문회를 포함했으며, 이는 페다리이들 사이에서 클로디우스의 호민관직의 성과를 굳혔다. 클로디우스는 그 후 가이우스 카토와 마르쿠스 노니우스 수페나스(그들의 호민관 재임 기간 동안 이전 클로디우스의 동맹자들)에 대한 일련의 재판에 연루되었다. 클로디우스가 그들의 변호에 참여했는지는 자료가 불분명하지만, 세 재판 모두 무죄 판결로 끝났다. 법정에서의 추가 활동 속에서 클로디우스는 피고인들로부터 지지를 얻었고, 발레리우스 막시무스에 따르면 보나 데아 사건 동안 자신의 검찰관 중 한 명을 변호했다. 이러한 행동들은 법정 회장을 맡기에 적합한 건전한 정신, 즉 법무관으로서의 자질을 보여주었다.
기원전 54년에는 클로디우스의 형 아피우스가 루키우스 도미티우스 아헤노바르부스와 함께 집정관으로 선출되었으나, 이들은 모든 기존 충성심을 가로지르는 심각한 부패 스캔들에 휘말렸다. 아피우스(삼두정의 친구)는 도미티우스(삼두정의 적)와 연합하여 가이우스 멤미우스(삼두정의 친구)와 그나이우스 도미티우스 칼비누스(삼두정의 적)를 기원전 53년 집정관직의 유일한 후보로 지지하는 대가로, 두 후보가 두 집정관에게 수익성 있는 프로콘술직을 부여하는 위조 법률 문서를 확보하도록 했다. 이 음모가 공개되자, 경쟁 후보인 마르쿠스 아이밀리우스 스카우루스와 마르쿠스 발레리우스 메살라는 뇌물을 주기 위해 돈을 빌리면서 금리가 급등했다. 형이 동시에 부패 혐의로 후보 스카우루스를 기소하는 것을 돕는 동안, 클로디우스는 형과 거리를 두고 스카우루스를 변호했는데, 이로 인해 그는 자신의 적수인 키케로와 함께 스카우루스의 변호에 나섰다. 네 명의 집정관 후보 모두 뇌물 수수 혐의로 기소되었고 선거는 기원전 53년 7월까지 연기되었다. 아무도 후보를 철회하지 않자, 그나이우스 도미티우스 칼비누스와 마르쿠스 발레리우스 메살라는 집정관 임기 7개월이 지나서야 선출되었고, 기원전 52년의 혼란스러운 정치 환경에서 선거를 주관해야 하는 난감한 임무를 맡게 되었다.
클로디우스는 이제 기원전 52년의 법무관 선거에 출마했다. 키케로의 편지는 그의 당선이 기정사실이었음을 시사한다. 그의 선거 운동은 공화정 정치인으로서는 매우 드물게, 해방민을 네 개의 도시 부족에서 31개의 농촌 부족으로 재분배하겠다는 서약을 포함했는데, 이는 그들에게 훨씬 더 많은 정치적 권력을 부여할 것이었다. 노예들의 비공식적 해방을 규제하기 위한 것으로 보이는 더 불완전하게 문서화된 제안도 제출되었다.
개인적, 정치적 이유로, 클로디우스는 기원전 52년의 집정관 후보이자 마르쿠스 포르키우스 카토의 친구인 티투스 안니우스 밀로의 집정관 선거 승리를 저지하려는 폼페이우스 측 노력의 일환이었다. 클로디우스는 다른 두 후보인 폼페이우스의 동맹 푸블리우스 플라우티우스 힙사이스와 명문가 출신 퀸투스 카이킬리우스 메텔루스 피우스 스키피오를 지지했다. 클로디우스와 밀로는 즉시 그들의 폭도들과 함께 거리에서 싸움을 벌였다. 클로디우스는 비아 사크라에서 밀로를 매복 공격하려 했고 밀로는 도망쳤다. 밀로는 클로디우스의 폭도들이 투표장을 점거하려는 폭력적인 시도를 격퇴했다. 젊은 마르쿠스 안토니우스는 질서를 회복하기 위해 클로디우스를 암살하겠다고 자원했다고 소문이 돌았다. 길거리 싸움의 혼란과 폼페이우스의 호민관 동맹 중 한 명(티투스 무나티우스 플란쿠스)의 선거에 대한 지속적인 호민관 거부권으로 인해 기원전 53년에는 선거를 치를 수 없었다. 두 집정관은 7개월 늦게 취임했고, 임기 마지막 날 후임자 없이 사임했다. 모든 행정관이 후임자 없이 사임했을 때 인테르렉스를 임명하는 것이 관례였다. 그러나 밀로의 승리가 분명히 예측되었기 때문에 폼페이우스의 주도로 인테르렉스 임명 또한 거부되었다. 클로디우스의 법무관 선거 운동은 새해까지 계속되었고, 다른 후보들의 선거 운동도 마찬가지였다. 그의 선거 운동의 일부에는 로마 남쪽 아피아 가도에 있는 마을 아리키아 방문도 포함되었다.

### 밀로와의 만남
클로디우스의 죽음에 대한 주요 정보원은 퀸투스 아스코니우스 페디아누스의 키케로의 『프로 밀로네』에 대한 주석이다. 키케로의 연설 자체에 제시된 증거는 매우 편향되어 있으며 사건의 진실된 설명으로 받아들여져서는 안 된다. 아스코니우스가 제시한 사건은 대체로 다음과 같다. 아리키아에서 돌아오는 길에 클로디우스와 밀로는 기원전 52년 1월 18일 오후 1시 30분경 로마에서 남쪽으로 13 마일 (21 km) 떨어진 아피아 가도 상의 클로디우스의 보빌라이 빌라 근처에서 서로 마주쳤다. 밀로는 사제를 임명할 예정이었던 라누비움으로 이동 중이었다. 두 사람 모두 무장한 수행원들을 동반했지만, 클로디우스의 수행원은 밀로의 300명에 비해 26명으로 더 적었다. 두 일행이 침묵 속에 지나친 후, 클로디우스와 밀로의 수행원 중 마지막 한 명 사이에 싸움이 벌어졌고, 클로디우스는 투창에 어깨를 맞았다. 이어진 싸움에서 클로디우스의 부하들은 패배했다. 클로디우스는 길가의 여관으로 옮겨졌지만, 밀로는 클로디우스가 부상당했다는 소식을 듣자마자 그의 부관 마르쿠스 사우페이우스에게 클로디우스를 죽이라고 명령했다. 클로디우스는 여관에서 끌려나와 칼에 찔려 사망했다. 시신은 아피아 가도를 지나던 원로원 의원 섹스투스 테이디우스에게 발견되었고, 그는 시신을 로마로 보냈다. 오후 4시 30분경 로마에 도착한 시신은 클로디우스의 미망인 풀비아 앞에 놓였다.
클로디우스의 죽음에 대한 이야기는 거의 즉시 당파적 비난으로 흐려졌다. 클로디우스의 장례식에서 쿠리아가 파괴된 지 며칠 후, 밀로와 그의 동맹자들(그의 호민관 동맹자 마르쿠스 카엘리우스 루푸스를 포함)은 클로디우스가 밀로를 매복 공격할 계획이었으며 그 싸움은 정당방위였다고 주장했다. 이 서술은 클로디우스의 죽음 이후 밀로의 변호인들이 퍼뜨린 주요 서술이었고, 키케로의 『프로 밀로네』에서의 법적 방어의 핵심을 이룬다. 별도로, 클로디우스의 적 마르쿠스 포르키우스 카토는 원로원 의원 마르쿠스 파보니우스가 카토에게 클로디우스가 파보니우스에게 밀로가 곧 죽을 것이라고 말했다고 주장했다. 이 서술의 부정적인 버전도 나타났는데, 예를 들어 메텔루스 스키피오는 클로디우스 사망 약 한 달 후 원로원에서 밀로가 살인을 계획했다고 선언했다. 그러한 서술은 밀로가 클로디우스의 함정으로부터의 정당방위에 의해서뿐만 아니라 클로디우스의 죽음이 단순히 공화국의 이익을 위한 것이었기 때문에 정당화되었다는 많은 사람들의 느낌으로 인해 더욱 복잡해졌다. 이러한 내용의 팜플렛이 마르쿠스 유니우스 브루투스 등에 의해 쓰여졌다.

### 장례와 정치적 여파

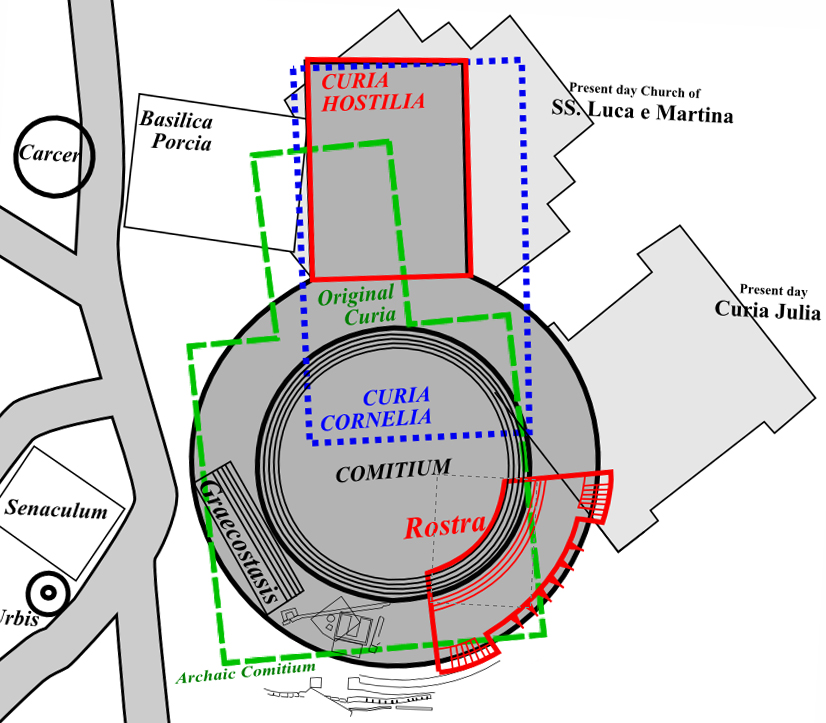
쿠리아 호스틸리아는 클로디우스의 즉석 장례식에서 화재로 파괴되었다.

다음날 아침, 1월 19일, 클로디우스와 동맹을 맺은 두 명의 호민관인 티투스 무나티우스 플란쿠스와 퀸투스 폼페이우스 루푸스는 포룸에서 콘티오를 열고 밀로를 살인 혐의로 맹렬히 비난했다. 군중은 섹스투스 클로엘리우스의 주도로 클로디우스의 시신을 쿠리아 호스틸리아로 가져갔다. 그곳에서 원로원의 가구와 기록물과 함께 시신을 화장했다. 불은 건물 전체로 번져 건물과 근처의 바실리카 포르키아를 파괴했다. 밀로는 자신의 안전을 위해 도시를 떠났다가 며칠 후 이 과도한 행동 소식에 돌아왔다. 이 원로원 상징의 파괴는 여론을 뒤바꾸었고, 그는 계속해서 집정관 선거 운동을 벌였다.
같은 날, 폼페이우스와 클로디우스 사망 후 호민관들이 원로원 건물을 태우러 떠난 사이, 원로원은 팔라티노의 포메리움 내 유피테르 스타토르 신전에서 회의를 가졌다. 호민관의 거부권 없이 그들은 즉시 인테르렉스 마르쿠스 레피두스를 선출했다. 폭도들이 그의 집을 습격하여 밀로의 승산이 희박한 상태에서 즉각적인 선거를 요구했으나 거절당했다. 로마가 전면적인 법과 질서 붕괴로 치닫자 인테르렉스들은 선거를 치를 수 없었고, 원로원은 2월 1일에 만나 세나투스 콘술툼 울티뭄을 통과시켜 인테르렉스와 폼페이우스(당시 정식 행정관이 없었음)에게 군대를 소집하여 도시에 질서를 회복하도록 지시했다. 12명의 인테르렉스가 선거를 치르는 데 실패하자, 카토와 비불루스는 폼페이우스를 단독 집정관으로 선출하여 밀로가 승리할 가능성을 배제하는 타협안을 제시했다. 폼페이우스와 클로디우스 사망 후 호민관들이 거부권을 보류하자, 폼페이우스는 세르비우스 술피키우스 루푸스 인테르렉스의 주재 하에 켄투리아회에 의해 선출되었다.
폼페이우스는 즉시 신속 절차에 따라 공공 폭력을 심리하고 선거 부패에 대처하기 위한 법안을 제출했다. 질서가 회복되자 밀로는 클로디우스의 형 가이우스의 아들들인 클로디우스의 조카들에게 기소되었다. 원로원이 밀로가 공화국을 구하기 위해 클로디우스를 죽였다는 주장을 "국가에 반하는 살인"으로 규탄하는 결의안을 통과시키고, 폭도들에게 위협받는 재판 분위기에서 밀로는 배심원단 투표에서 38대 13으로 유죄 판결을 받았고(일부 자료에 따르면 밀로의 변호인 키케로는 혼란 속에서 연설할 수 없었다고 한다), 망명했다. 밀로의 부관 사우페이우스(실제 살인을 저지른 사람)는 그 해 후반에 한 표 차이(26대 25)로 무죄 판결을 받았다. 클로디우스를 쿠리아에서 화장하자는 아이디어를 낸 클로엘리우스는 기소되어 46대 5로 유죄 판결을 받았다. 도움을 주었던 호민관들도 기원전 52년 12월 10일 임기가 끝난 후 유죄 판결을 받았다.

## 유산
클로디우스의 죽음 이후, 그의 정치적 유산과 귀족적 연줄과 빈곤한 도시 플레브스들의 대중적 지지를 결합한 전술은 후대의 정치인들에게 영향을 미쳤다. 푸블리우스 코르넬리우스 돌라벨라는 태생적으로 파트리키였고, 툴리아를 통해 키케로의 사위였는데, 그는 호민관에 출마하기 위해 플레브스에게 입양되었고, 기원전 47년에 성공하여 그 해에 부채 완전 폐지를 제안하고 클로디우스의 동상을 세워 큰 찬사를 받았다. 그러나 로마 정치에서의 정치적 폭력 사용은 새로운 것이 아니었다. 클로디우스는 정치적 주도권을 방해하거나 지지하기 위해 폭도를 동원한 첫 번째 인물도 마지막 인물도 아니었다. 클로디우스가 호민관 재임 기간 동안 입법한 곡물 배급은 공화정의 몰락 이후에도 살아남아 로마 제국 시기 내내 지속되었다. 공공 기념물 건설자이자 해방민과 도시 플레브스들의 후원자로서의 제국적 자기 표상은 "클로디우스의 정치 스타일의 일부를 영속화"했다.
후기 고대 및 현대 자료에서 클로디우스의 명성은 주로 기원전 56년경부터 키케로의 비난이 전해지고 이에 의존하기 때문에 주로 부정적이다. 현대에는 그를 "하찮은 갱스터", "무책임한 선동가", 그리고 "가장 난폭한 종류의 선동가"라고 불렀다. 현대 역사학은 대체로 그를 카이사르의 대리인, 무정부주의적 수수께끼(예를 들어 테오도어 몸젠에게는 "비합리적인 무정부주의자"), 또는 키케로와 원로원 공화정의 혁명적 적수로 보았다. 1966년 에리히 그루엔의 『P. 클로디우스: 도구인가 독립적인 행위자인가?』(P. Clodius: instrument or independent agent?)가 출판된 이후의 학문은 대신 클로디우스를 후기 공화정의 다양한 집단들을 개인적인 이득을 위해 이용하려 한 독립적인 행위자로 보았다. 이러한 독립적인 행위자 해석은 "날카롭고 통찰력 있다"고 평가받았는데, 특히 19세기 로마 정치의 당파적 해석이 전반적으로 포기되는 가운데 더욱 그러했다.

## 표와 다이어그램

### 관직
| 연도 (기원전) | 관직                           | 비고                      |
| ------------- | ------------------------------ | ------------------------- |
| 68            | 특사 (가능성 있음), 시리아     | 루쿨루스 휘하에서 복무    |
| 67            | 특사 (가능성 있음), 킬리키아   | 퀸투스 렉스 휘하에서 복무 |
| 64            | 군사 호민관 (가능성 있음)      | 무레나 휘하에서 복무      |
| 61–60         | 재무관, 시칠리아               | [ 192 ]                   |
| 60–52         | 퀸데킴비리 사크리스 파키운디스 | [ 193 ]                   |
| 58            | 호민관                         | [ 194 ]                   |
| 56            | 안찰관                         | [ 195 ]                   |

### 가족

#### 직계 가족
출생 순서는 McDermott 1970, 39–41쪽를 따른다. 어린 나이에 사망한 자녀는 제외한다.
- 아피우스 클라우디우스 풀케르 (기원전 79년 집정관)
  - 아피우스 클라우디우스 풀케르 (기원전 54년 집정관)[196]
    - 클라우디아, 폼페이우스의 아내[197]
    - 클라우디아, 마르쿠스 유니우스 브루투스의 아내[196]

  - 가이우스 클라우디우스 풀케르[198]
    - 아피우스 클라우디우스 풀케르 (기원전 38년 집정관)
      - 마르쿠스 발레리우스 메살라 바르바투스 아피아누스[198]

    - 가이우스 클라우디우스 풀케르

  - 클로디아 테르티아, 퀸투스 마르키우스 렉스의 아내[199][200]
  - 클로디아, 메텔루스 켈레르의 아내[201]
  - 푸블리우스 클로디우스 풀케르[202]
    - 클라우디아, 옥타비아누스의 아내[203]
    - 푸블리우스 클라우디우스 풀케르

  - 클로디아, 루쿨루스의 아내[201]
    - 리키니아

#### 스템마
틀:Family of Clodius

## 참고 문헌

### 현대 자료
- Alexander, Michael Charles (1990). 《Trials in the late Roman republic, 149 BC to 50 BC》. Toronto: University of Toronto Press. ISBN 0-8020-5787-X. OCLC 41156621.
- Berry, Dominic (2008). 〈Pro Milone, introduction〉. 《Cicero: defence speeches》. Oxford World Classics Reissu wi corrections판. Oxford University Press. 162–82쪽. ISBN 978-0-19-953790-7.
- Broughton, Thomas Robert Shannon (1952). 《The magistrates of the Roman republic》 2. New York: American Philological Association.
- Chilver, Guy Edward Farquhar; Lintott, Andrew (2012). 〈Clodius Pulcher, Publius〉. 《Oxford Classical Dictionary》 4판. Oxford University Press. doi:10.1093/acrefore/9780199381135.013.1686.
- Crawford, Michael Hewson (1974). 《Roman republican coinage》 1. Cambridge University Press. ISBN 0-521-07492-4.
- Crook, John;  외., 편집. (1994). 《The last age of the Roman Republic, 146–43 BC》. Cambridge Ancient History 9 2판. Cambridge University Press. ISBN 0-521-85073-8. OCLC 121060.
  - Wiseman, T P (1994a). "The senate and the populares, 69–60 BC". In CAH2 9 (1994), pp. 327–67.
  - Wiseman, T P (1994b). "Caesar, Pompey, and Rome, 59–50 BC". In CAH2 9 (1994), pp. 368–423.
- Drogula, Fred K (2019). 《Cato the Younger: life and death at the end of the Roman republic》. Oxford University Press. ISBN 978-0-19-086902-1.
- Gruen, Erich S (1966). 《P Clodius: instrument or independent agent?》. 《Phoenix》 20. 120–130쪽. doi:10.2307/1086053. ISSN 0031-8299. JSTOR 1086053.
- Gruen, Erich (1995). 《The last generation of the Roman republic》. Berkeley: University of California Press. ISBN 0-520-02238-6.
- Hillard, Tom (2001). 《Phoenix》 55. 189–193쪽. doi:10.2307/1089042. ISSN 0031-8299. JSTOR 1089042.
- Lintott, A W (1967). 《P Clodius Pulcher – "Felix Catilina?"》. 《Greece and Rome》 14. 157–169쪽. doi:10.1017/S0017383500017204. ISSN 0017-3835. JSTOR 642452.
- McDermott, William C (1970). 《The sisters of P Clodius》. 《Phoenix》 24. 39–47쪽. doi:10.2307/1087402. ISSN 0031-8299. JSTOR 1087402.
- Millar, Fergus (1998). 《The crowd in Rome in the late republic》. Ann Arbor: University of Michigan Press. ISBN 978-0-472-10892-3.
- Morrell, Kit (2023). 《P Clodius Pulcher and the praetorship that never was》. 《Historia: Zeitschrift für Alte Geschichte》 72. 29–57쪽. doi:10.25162/historia-2023-0002. ISSN 0018-2311.
- Morstein-Marx, Robert (2021). 《Julius Caesar and the Roman people》. Cambridge University Press. doi:10.1017/9781108943260. ISBN 978-1-108-83784-2. LCCN 2021024626. S2CID 242729962.
- Ramsey, John T (2016). 《How and why was Pompey made sole consul in 52 BC?》. 《Historia: Zeitschrift für Alte Geschichte》 65. 298–324쪽. doi:10.25162/historia-2016-0017. ISSN 0018-2311. JSTOR 45019234.
- Rich, John (2000). 《Review of "The patrician tribune: Publius Clodius Pulcher"》. 《Bryn Mawr Classical Review》. ISSN 1055-7660.
- Riggsby, Andrew M (2002). 《Clodius / Claudius》. 《Historia: Zeitschrift für Alte Geschichte》 51. 117–123쪽. ISSN 0018-2311. JSTOR 4436643.
- Rosenstein, Nathan (2001). 《American Journal of Philology》 122. 592–596쪽. ISSN 0002-9475. JSTOR 1561827.
- Rundell, W M F (1979). 《Cicero and Clodius: the question of credibility》. 《Historia: Zeitschrift für Alte Geschichte》 28. 301–328쪽. ISSN 0018-2311. JSTOR 4435679.
- Tatum, W. Jeffrey (1999). 《The patrician tribune: Publius Clodius Pulcher》. Studies in the history of Greece and Rome Paperback판. University of North Carolina Press. ISBN 978-0-8078-7206-2. LCCN 98-37096.
- Verboven, Koenraad (2015년 12월 22일). 〈associations, Roman〉. 《Oxford Research Encyclopedia of Classics》. doi:10.1093/acrefore/9780199381135.013.1695. ISBN 978-0-19-938113-5.
- Zmeskal, Klaus (2009). 《Adfinitas》 (독일어) 1. Passau: Verlag Karl Stutz. ISBN 978-3-88849-304-1.

### 고대 자료
- Asconius (1907).  Clark, Albert Curtis, 편집. 《Orationum Ciceronis quinque enarratio》 (라틴어). Oxford: Clarendon Press  – HathiTrust 경유.
- Cicero. 《아티쿠스에게 보내는 편지》 [아티쿠스에게 보내는 편지].
- Cicero. 《퀸투스 형제에게 보내는 편지》 [퀸투스 형제에게 보내는 편지].
- Cicero. 《프로 밀로네》 [밀로를 변호하며].

## 더 읽어보기
- Benner, Herbert (1987). 《Die Politik des P Clodius Pulcher》 (독일어). Stuttgart: Franz Steiner Verlag. ISBN 978-3-515-04672-5.
- Fezzi, Luca (2008). 《Il tribuno Clodio》. Biblioteca essenziale Laterza (이탈리아어). Roma: Laterza. ISBN 978-88-420-8715-1.
- Fröhlich, Franz (1900). 〈Clodius 48〉. 《Realencyclopädie der classischen Altertumswissenschaft》 (독일어). IV, 1. Stuttgart: Butcher. cols. 82–88  – 위키문헌 경유.
- Moreau, Philippe (1982). 《Clodiana religio: un procès politique en 61 av. J.-C》. Collection d'études anciennes (프랑스어). Paris: Les belles lettres. ISBN 978-2-251-33103-4.
- Nippel, Wilfried (2000). 〈Publius Clodius Pulcher – "der Achill der Straße"〉.   Hölkeskamp, Karl-Joachim; Stein-Hölkeskamp, Elke. 《Von Romulus zu Augustus: Grosse Gestalten der römischen Republik》 (독일어). München: C H Beck. 279–91쪽. ISBN 978-3-406-46697-7.
- Rising, Thilo (2019). 《Bread and bandits: Clodius and the grain supply of Rome》. 《Hermes》 147. 189–203쪽. ISSN 0018-0777. JSTOR 45176391.
- Vanderbroeck, Paul J J (1987). 《Popular leadership and collective behavior in the late Roman republic (ca. 80-50 BC)》. J C Gieben. ISBN 978-90-5063-001-6.